# Călăuza Pană Albă
Călăuza Pană Albă  (titlul original: în germană Der Scout) este un film dramatic est-german – mongolez, realizat în 1983 de regizorul Konrad Petzold, protagoniști fiind actorii Gojko Mitić, Nasagdordshijn Batzezeg, Klaus Manchen și Milan Beli.
Această peliculă este ultima parte a unei serii de filme cu indieni, în care personajul principal este interpretat de Gojko Mitić.

## Distribuție
- Gojko Mitić – Pană Albă / călăuza
- Nasagdordshijn Batzezeg – fata Cayuse
- Klaus Manchen – sergentul Anderson
- Milan Beli – maiorul George Bannigan
- Giso Weißbach – locotenentul Brooks
- Jürgen Heinrich – soldatul Thomas Hicks
- Uwe Jellinek – soldatul Hunter
- Roland Seidler – soldatul McGoun
- Hartmut Beer – soldatul Charles Randall
- Manfred Zetzsche – colonelul William Howard
- Werner Kanitz – sergentul
- Helmut Schreiber – Soames Parke
- Luwsan-Osoriin Niamsüren – căpetenia

## Culise
Filmările s-au făcut în Mongolia în 1982 cu participarea a 1200 de cai și a durat trei luni.